# Триодин, Пётр Николаевич
Пётр Никола́евич Трио́дин (15 марта 1887, Санкт-Петербург — 30 октября 1950, Москва) — русский советский врач-анатом и эпидемиолог, кандидат медицинских наук, композитор, организатор медицинского факультета и Анатомического института (ныне кафедры анатомии человека) Смоленского государственного университета им. Октябрьской Революции, организатор Смоленского оперного театра, организатор Смоленского симфонического оркестра, автор первой советской оперы «Князь Серебряный» и оперы «Степан Разин». Ветеран ВОВ, член ВКП(б) с 1945 года.

## Биография
Пётр Николаевич Триодин был потомком дворян и сыном священника. Отец — Николай Васильевич Триодин — священник, протоиерей, служивший при церкви на Смоленском православном кладбище, владел семью иностранными языками. Мать — Мария Ивановна Заркевич, из стародавнего литовского княжеского рода, пианистка, научила маленького Петю игре на рояле и уже в девять лет он написал музыку к стихотворению Пушкина «Эхо», стал сочинять разные вещи для фортепиано. Брал уроки теории музыки у А. К. Глазунова и И. А. Вишневского.
Окончив 8-ю Санкт-Петербургскую гимназию, Пётр поступил на биологический факультет Санкт-Петербургского университета и по-прежнему увлекался музыкой, против чего был категорически настроен его отец, в результате сыну пришлось уйти с 4-го курса и переехать в Эстонию, в город Юрьев (Тарту), где он поступил в университет на медицинский факультет, продолжив музыкальные занятия и там: совместно с другими студентами организовал кружок любителей русской народной музыки, студенческий хор и симфонический оркестр. В Юрьеве им была написана 1-я симфония F-dur и 10 мая 1910 года её исполнил оркестр театра Ванемуйне.
Диплом врача Пётр получил в 1912 году. За участие в политической демонстрации против Ленского расстрела власти сослали его на 3 года в Вологодскую губернию в село Бакшеево под надзор полиции; там он пробыл два года, попутно собирая народные песни. В 1914 году после начала Первой мировой войны направлен военврачом на Западный фронт. Начал заниматься научной работой, поместив в еженедельной газете «Русский врач» несколько статей о течении тифа у вакцинированных и невакцинированных больных.
После революции 1917 года Пётр с женой Ольгой обосновывается в её семейном имении в смоленской деревне Рай; по его инициативе в Смоленске создают первый оперный театр. Указом Ленина в Смоленске организуют университет и Триодин помогает в его создании, а также и Анатомического института, где в 1920—1923 гг. работает ассистентом. Строительство Днепрогэса поставило вопрос о проведении среди рабочих санитарно-эпидемиологической работы и Триодин возглавил там санитарное бюро.
В последующие годы учёный и музыкант вёл кочевую жизнь, участвуя в строительстве канала Москва-Волга, в экспедициях в очаги вспышек эпидемий в Казахстане, Белоруссии и на Дальнем Востоке, собирая в свободное время, по возможности, народные песни, организуя оркестры и хоры. Защитил кандидатскую диссертацию. В 1941 году ушёл на фронт, воевал на Смоленщине, был ранен и контужен. После войны из-за болезни был вынужден отказаться от занятий медициной и полностью отдал свои силы музыке.
Скончался в 1950 году в Москве и похоронен там на Введенском кладбище на участке № 13.

## Семья
По материалам:
- Дед и бабушка по отцу: Василий Триодин, священнослужитель (1825—1903), Александра Троицкая (1830 — ?);
- Дед и бабушка по матери: Иван Заркевич, священнослужитель (1827—1885), Вера Смирницкая (1835—1883);
  - Родители: Николай Васильевич Триодин, священнослужитель (1854—1838), Мария Ивановна Заркевич, пианистка (1861 — ?);
    - Братья и сёстры:
      - Даниил (прибл. 1879 — ?);
      - Сергей (1880—1880)
      - Александра (в замужестве Антонова), оперная артистка, выступала под псевдонимом «Смоленская»[4] (17.07.1881 — апрель 1943, Ленинград[9]);
      - Вера (1882—1942);
      - Борис (1886 — ?);
      - Анна (1889 — ?);
      - Глафира (1892 — ?);
      - Константин (1893—1962);
      - Лев (1896 — ?);
      - Елизавета (1898 — ?);
      - Владимир;
      - Вениамин.
- Супруга — Ольга Александровна Гурко-Ромейко (11.07.1894 — 15.08.1960), племянница инженера и изобретателя Николая Александровича Ромейко-Гурко.

## Произведения
- «Князь Серебряный» по А. К. Толстому (1923, Москва, «Свободная опера С. И. Зимина»);
- «Степан Разин» (1925, Большой театр).
- Праздничная увертюра (1922);
- Музыка к драмматическому спектаклю «Кому на Руси жить хорошо» по Н. Некрасову (Москва, Театр нар. творчества, 1938);
- Музыка к кинофильму «И. П. Павлов» (1940).
- «Вдоль по Питерской» (1946)[10];
- «Два сокола»(1944)[10];
- «Ленин» (1947)[10];
- «Вьется тропка полевая» (1947)[10];
- русские народные песни в обработке П. Н. Триодина: «Цвели в поле цветики» (1937), «Как по морю» (1939), «Было у тещи семеро зятьев» (1944)[10];
- «Эх, не одна во поле дороженька» (1945)[10];
- романсы и песни: «Элегия» (1934), «Жили три друга-товарища» (1937), «Детские загадки» — сб. песен (1938, 1948)[10].

## Память
- Мемориальная доска на учебном корпусе кафедры анатомии человека Смоленской государственной медицинской академии[1].